# 2018 SM
2018 SM — астероид, сближающийся с Землёй. Относится к группе аполлонов.
Сближение с Землёй произошло 15 сентября 2018 года в 22:29 UTC, расстояние — 42 тыс км (0,11 расстояния до Луны), относительная скорость 11,083 км/c (39 899 км/ч).
Астероид был открыт 16 сентября 2018 года, то есть на следующий день после сближения.

## Сближения
| дата             | а. е.    | расстояний до Луны | небесное тело |
| ---------------- | -------- | ------------------ | ------------- |
| 15.09.2018 13:44 | 0,001876 | 0,731              | Луна          |
| 15.09.2018 22:29 | 0,000285 | 0,111              | Земля         |